# انفه
انفه (به عربی: انفه) یک منطقهٔ مسکونی در لبنان است که در شهرستان کوره واقع شده‌است.